# Inger Lise Petersen
Inger Lise Petersen (født 29. marts 1934 på Frederiksberg, død 8. december 2017) var en dansk politiker, der var medlem af Folketinget fra 1971 til 1973 for Socialistisk Folkeparti i Storstrøms Amtskreds. 
Efter nysproglig studentereksamen i Helsingør i 1953 var Inger Lise Petersen beskæftiget med kontorarbejde og var desuden vikar under Statens Åndssvageforsorg.
Politisk debuterede hun som folketingskandidat i 1968, hvor hun stillede op i Fredensborgkredsen. Det var dog først efter et skifte til Nykøbing Falster-kredsen i 1971, at hun opnåede valg. Hun var medlem af Folketinget fra folketingsvalget 1971 til folketingsvalget 1973.
Foruden partibestyrelsesarbejde var hun medlem af bestyrelsen for Mødre- og Børnehjælpen i Helsingør 1966-1969 og bestyrelsesmedlem for Børnegården, udpeget af Helsingør Byråd.